# ادعاء الصدق

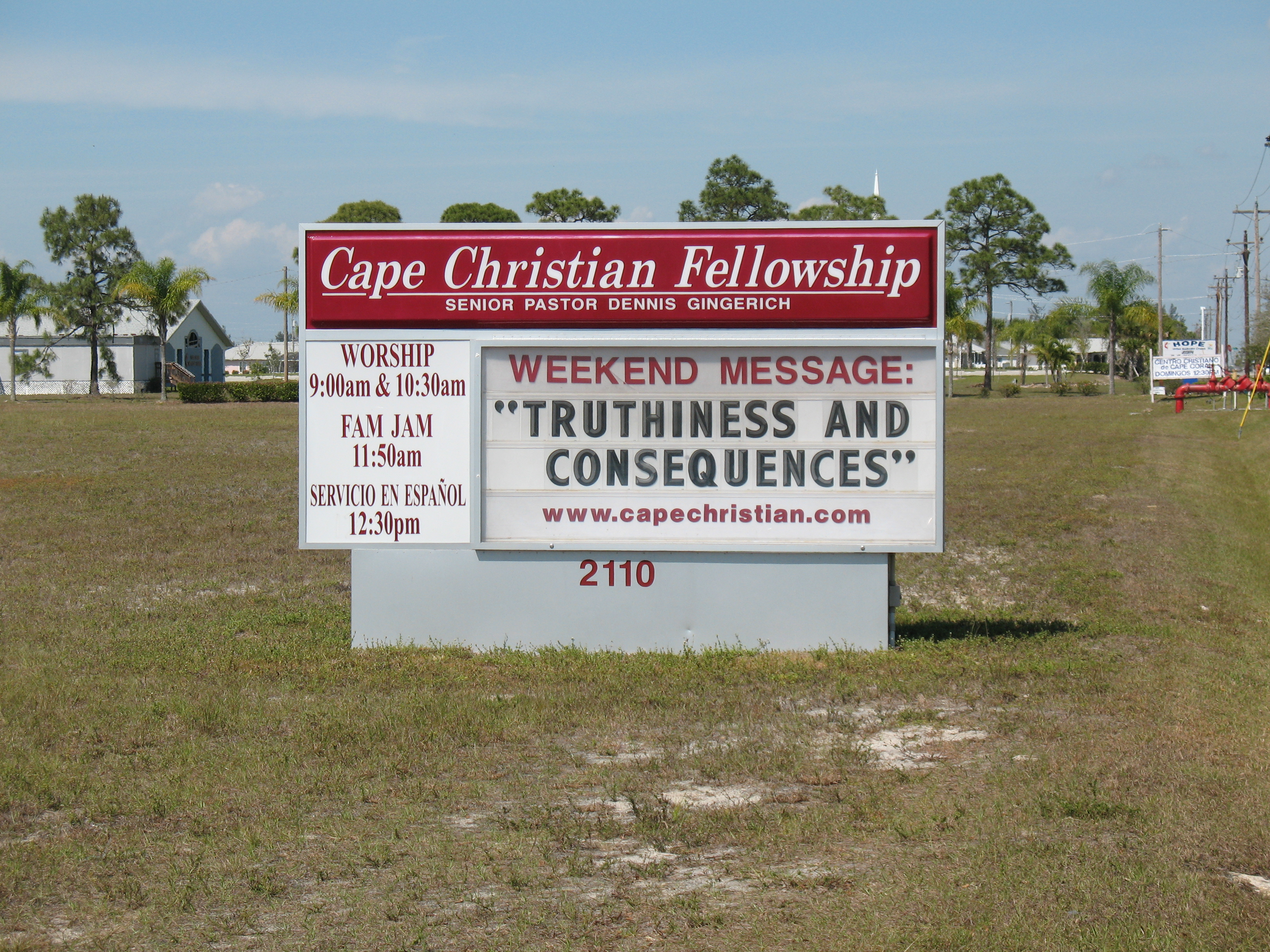

ادعاء الصدق هو الاعتقاد بصحة بيان معين أو التأكيد عليها استنادًا إلى الحدس أو استنادًا إلى تصورات أحد الأفراد أو مجموعة من الأفراد، دون أي اعتبار للأدلة أو المنطق أو التفحص الفكري أو الحقائق. يمكن أن يتراوح ادعاء الصدق من تأكيدات تتسم بالجهل لأكاذيب إلى الازدواجية المتعمدة أو الدعاية التي تهدف إلى التأثير على الآراء.
برز مفهوم ادعاء الصدق بوصفه موضوع أساسيًا للنقاش المحيط بالسياسة الأمريكية خلال أواخر القرن العشرين وأوائل القرن الحادي والعشرين نظرًا إلى التصور السائد بين بعض المراقبين عن تزايد للدعاية والعداء المتنامي تجاه التقارير الحقيقية والنقاش المستند إلى الحقائق.
نحت الكوميدي التلفزيوني الأمريكي ستيفن كولبير مصطلح ادعاء الصدق بمعناه هذا كموضوع لفقرة بعنوان «الكلمة» خلال حلقة تجريبية من برنامجه السياسي الساخر كولبير روبيرت في 17 أكتوبر من عام 2005. باستخدام هذا كجزء من روتينه، سخر كولبير من الاستخدام السيئ لمناشدة العواطف و«الشعور الغريزي» كأداة بلاغية في الخطاب الاجتماعي السياسي المعاصر. وقد طبق ذلك بصورة خاصة على ترشيح الرئيس الأمريكي جورج دبليو بوش لهارييت مييرز للمحكمة العليا وقرار غزو العراق في عام 2003. ونسب كولبير في وقت لاحق مصطلح ادعاء الصدق لمؤسسات ومنظمات أخرى، من بينها ويكيبيديا. واستخدم كولبير في بعض الأحيان نسخة لاتينية مزيفة لمصطلح «فيريتاسينيس Veritasiness». على سبيل المثال، في حلقة «عملية ستيفن العراقي: الكوماندوز الذاهب إلى الحرب» من برنامج كولبير يمكن رؤية كلمة «فيريساتينيس» على راية فوق الصقر على ختم العملية.
نال مصطلح ادعاء الصدق لقب كلمة العام 2005 من قبل جمعية اللهجات الأمريكية ولقب كلمة العام 2006 من قبل قاموس ميريام ويبستر. أشار اللغوي واستشاري قاموس أوكسفورد الإنجليزي بينجامين زيمير إلى أن مصطلح ادعاء الصدق كان يمتلك مسبقًا تاريخًا في الأدب وأنه يظهر في قاموس أوكسفورد الإنجليزي كاشتقاق من كلمة حقيقي، وفي قاموس القرن، وكلاهما يشير إلى أنه تعبير نادر الاستخدام أو مرتبط بلهجة معينة، وأنه يمكن تعريفه بشكل مباشر ب«الصدق أو الإخلاص». ردًا على ادعاءات مايكل آدامز بأن الكلمة موجودة بالفعل بمعنى مختلف، قال كولبير مستغلًا تعريفه للكلمة: «ادعاء الصدق هي كلمة استنبطتها مباشرة من مؤخرتي».

## الاستخدام من قبل ستيفن كولبير
اختار ستيفن كولبير، مجسدًا شخصية الدكتور ستيفن تي. كولبير، كلمة ادعاء الصدق قبل لحظات معدودة من تسجيل الحلقة الأولى من برنامج كولبير ريبورت في 17 أكتوبر من عام 2005، بعد توصله إلى أن كلمة «الحقيقة» الواردة في النص أساسًا لم تكن من السخافة بما يكفي، وقال: «نحن لا نتحدث عن الحقيقة، نحن نتحدث عن أمر يبدو لنا على أنه الحقيقة، الحقيقة التي نريد لها أن توجد». وطرح تعريفه في الفقرة الأولى من الحلقة، قائلًا: «أنا واثق الآن من أن البعض في 'شرطة الكلمات'، 'الكلماتيون' في قاموس ميريام ويبستر سيقولون 'مهلًا، هذه ليست كلمة'. حسنًا إن أي أحد يعرفني يعرف أني لست من معجبي القواميس أو الكتب المرجعية. إنهم نخبويون. يخبروننا دومًا ما هو صحيح أو غير صحيح. أو ما قد حدث أو لم يحدث».

حين سُئل في مقابلة أجراها مع موقع إيه في كلوب التابع لوكالة الأنباء ذا أونيون عن آرائه حول «الغش في 'ادعاء الصدق' الذي يمزق بلادنا» أوضح كولبير بالتفصيل النقد الذي كان ينوي إيصاله من الكلمة:
ادعاء الحقيقة يمزق بلادنا، ولست أقصد الجدل حول من أتى بالكلمة ....
لقد كان الأمر عادة أنه لكل فرد الحق في إبداء رأيه، لا الحقائق الخاصة به. لكن الأمر لم يعد كذلك اليوم. فالحقائق لم تعد مهمة على الإطلاق. التصور هو المسألة كلها. إنه يقين. الناس يحبون الرئيس [جورج دبليو. بوش] لأنه واثق من خياراته كقائد، حتى لو لم يكن ثمة حقائق تدعمه. الأمر الجذاب لقسم معين من هذه البلاد يكمن في حقيقة كون الرئيس واثقًا. أشعر حقًا بانقسام بين الشعب الأمريكي. ما هم المهم؟ ما تريد أن يكون صحيحًا، أم ما هو الصحيح؟

ادعاء الحقيقة هو 'ما أقوله صحيح، وما يقوله الآخرون لا يمكن له أن يكون صحيحًا'. ليس الأمر أني أشعر أنه صحيح فحسب، بل أني أشعر أنه صحيح. فليس ثمة خاصية عاطفية فقط، بل أيضًا خاصية أنانية. 
خلال مقابلة أجراها في 8 ديسمبر 2006 مع تشارلي روز، ذكر كولبير: 
كنت أفكر بفكرة المشاعر والعواطف وامتلاك اليقين حول معلومة. وما تشعر به داخلك، كما قلت في الكلمة الأولى التي كانت أشبه بفكرة عامة للعرض بأكمله، مهما طالت مدته، أن تلك الجملة وتلك الكلمة هما أكثر أهمية، كما أعتقد، للجمهور عمومًا، لا فقط للأشخاص الذين يقدمونها في قنوات وقت الذروة، لا المعلومات فقط. 

## تغطية وسائل الإعلام
بعد إدخال كولبير لمصطلح ادعاء الصدق، سرعان ما أصبح المصطلح مستخدمًا ومعترفًا به على نطاق واسع. بعد انقضاء ستة أيام، استضاف هوارد كورتز مقدم برناج ريلايابيل سورسس على قناة سي إن إن نقاشًا حول كولبير ريبورت، وأذاع هوارد كورتز مقطع فيديو عن تعريف كولبير للمصطلح. في اليوم نفسه، عرض برنامج نايت لاين على قناة إيه بي سي تقريرًا عن ادعاء الصدق، مما دفع كولبير إلى الرد قائلًا: «هل تعلم ماذا كان غائبًا عن تلك القطعة؟ أنا. ستيفن كولبير. ولكني لست متفاجئًا، فبرنامج نايت لاين نقيض لي ...»
خلال الأشهر القليلة التي تلت إدخال كولبير للمصطلح، نوقش مصطلح ادعاء الصدق في صحف ذا نيو يورك تايمز وذا واشنطن بوست ويو إس إيه ويكلي وذا سان فرانسيسكو كرونيكل وذا شيكاغو تريبيون ونيوزويك ومحطات سي إن إن وإم إس إن بي سي وفوكس نيوز وأسوشييتد برس وإيديتور آند ببليشر وسالون وذا هفينغتون بوست وشيكاغو ريدر وسي إن إي تي، وخلال برنامج نايت لاين على قناة إيه بي سي وبرنامج سيكستي مينتس على قناة سي بي إس وبرنامج ذا أوبرا وينفري شو.
تضمّن عدد 13 فبراير 2006 من مجلة نيوزويك مقالًا عن كولبير ريبورت بعنوان «راوي ادعاء الصدق» يستعيد مسيرة كلمة ادعاء الصدق منذ تعميمها من قبل كولبير.

### تغطية واستعمال نيويورك تايمز للمصطلح
في عددها الصادر في 25 أكتوبر 2005، وبعد ثمانية أيام على الحلقة الأولى من برنامج ذا ريبورت، نشرت صحيفة نيو يورك تايمز مقالها الثالث عن كولبير ريبورت «إظهار عبثية الأخبار». ناقش المقال الجزء المتعلق ب«ادعاء الصدق» على وجه الخصوص، على الرغم من أن صحيفة ذا تايمز أوردت المصطلح بشكل خاطئ، «ترسيتينيس Trsustiness» بدلًا من «تروثينس Truthiness». في عددها الصادر في 1 نوفمبر 2005، أجرت ذا تايمز تصحيحًا. في اللحلقة التالية من برنامج ذا ريبورت، وبّخ كولبير صحيفة التايمز على الخطأ، مشيرًا بصورة ساخرة أن «ترستينس ليست حتى كلمة».
ناقشت صحيفة نيويورك تايمز مصطلح «ادعاء الصدق» مرة أخرى في عددها الصادر في 25 ديسمبر 2005، هذه المرة كواحد من تسع مصطلحات سيطرت على روح ذلك العام، في مقال بعنوان «2005: بكلمة، ادعاء الصدق» من تأليف جاك شتاينبرغ.